# Indisk spetsekorre
Indisk spetsekorre (Anathana ellioti) är en art inom familjen spetsekorrar och det är också den enda arten i släktet Anathana. Den indiska spetsekorren har i motsats till andra spetsekorrar stora öron och en annan uppbyggnad av skallen och tänderna.
Denna art förekommer söder om floden Ganges  i Indien. Den har där flera från varandra skilda populationer. I bergstrakter når indisk spetsekorre 1400 meter över havet. Individernas habitat utgörs av skogar och klippiga områden. De förekommer sällan i närheten av människans boplatser som andra spetsekorrar.
Indiska spetsekorrar har en kropp (huvud och bål) som är 16,5 till 20 cm lång och en lika lång svans. De väger ungefär 160 gram. Pälsen är på ovansidan brun- eller rödaktig och har ibland ett vitt mönster. Undersidan är allmänt ljusare. Vid varje axel finns en ljus strimma.
Dessa spetsekorrar är aktiva på dagen, främst på morgonen och på kvällen, och vilar på natten i bergssprickor eller jordgrottor. De är bra klättrare men undviker träd och vistas hellre på klippor. Individerna av arten lever ensamma. Födan består av insekter som fjärilar och deras larver, myror och frukter. På grund av det osociala levnadssättet förekommer ingen ömsesidig pälsvård. Istället vårdar individerna sin päls med hjälp av trädens bark eller med tassarna.
Honans fortplantningsorgan är så uppbyggda att fem ungar per kull är möjlig. Hanens testiklar ligger i bålen och inte i ett scrotum vad som skiljer arten från släktet Tupaia.
Hotet mot indiska spetsekorrar består av förstörelsen av deras levnadsområde genom skogsröjning. IUCN listade arten en tid som nära hotad med den betraktas numera som livskraftig.